# Intérêts courus non échus
Quand une entité (entreprise commerciale, banque ou autre) établit ses états financiers à une date de clôture, il est nécessaire de constater l'impact du calcul des intérêts tant sur les prêts à des tiers que sur les emprunts entre la dernière date d'échéance et la date de clôture. L'acronyme fréquemment utilisé par les comptables est ICNE. En anglais, on parle d' "accrued interest".

## Principe
C'est pour satisfaire à l'exigence de rattachement des produits et des charges à un exercice comptable que sont calculés les intérêts courus non échus.
Le calcul et le constat en comptabilité des ICNE ne concernent que les prêts et emprunts financier portant des intérêts à terme échu. Pour les prêts ou emprunts dont les intérêts sont à échoir, la partie de la charge ou du produit qui se rapporte à la période postérieure à la date de clôture est aussi annulée.
Les emprunts de l'entité généreront une charge d'intérêt supplémentaire se rapportant à la période entre la dernière échéance et la date de clôture. 
De façon symétrique les prêts consentis par l'entité (prêt à une filiale, certificat de dépôt constitué auprès de sa banque) induisent un produit d'intérêt. 

## Exemple

### Calcul des intérêts courus non échus
- Soit un emprunt bancaire de 500 000 € souscrit le 17/11/20xx dont les échéances sont trimestrielles.
- Le taux d'intérêt est de 4,26 % post-comptés calculé sur une base de 360 jours / an.
- L'emprunteur clôture ses comptes au 31/12/20xx.
- Entre le 17/11/20xx et le 17/02/20xx+1 il s'écoule 92 jours.
- Entre le 17/11/20xx et le 31/12/20xx s'écoulent 44 jours.
- Le montant des intérêts qui seront dus le 17/02/20xx+1 est calculé ainsi :

500 000 € * 4,26% * (92 j. / 360 j.) = 5 443,33 €
- Le montant des intérêts courus non échus au 31/12/20xx est calculé avec un rapport de proportionnalité :

ICNE = 5443,33 € * (44 j. / 92 j.) = 2603,33 € 

### Écritures comptables
En comptabilité française, pour l'exemple précité, une charge d'intérêt est constatée en contre-partie d'un compte de classe 1 "intérêts courus non échus" 
| compte | désignation                                                      | débit   | crédit  |
| ------ | ---------------------------------------------------------------- | ------- | ------- |
| 66116  | Charges d'intérêts                                               | 2603,33 |         |
| 16884  | Intérêts courus sur emprunts auprès d'un établissement de crédit |         | 2603,33 |
|        | iCNE au 31/12/20xx                                               |         |         |

Cette écriture fait partie des écritures d'inventaire qui sont passées à la date de clôture et sont annulées le lendemain. 